# Свинарник

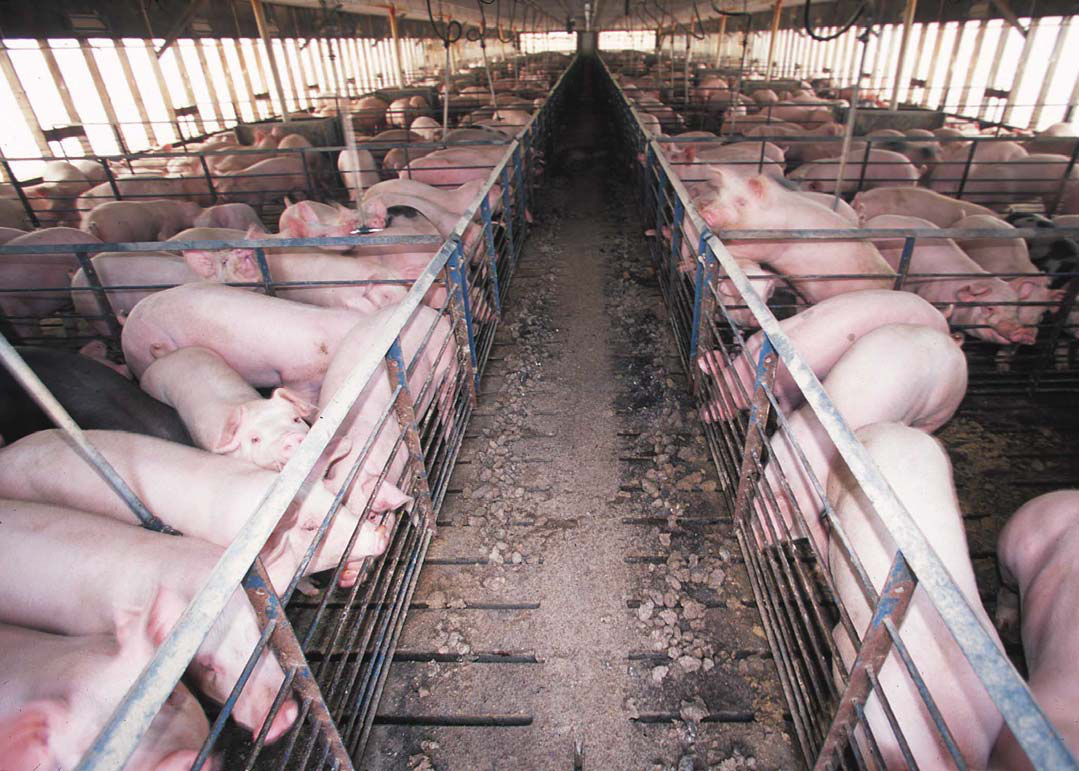
Свиноферма в США

Свина́рник, свина́рня — ферма, одиночна споруда для розмноження, вирощування і/або відгодівлі свиней.
Великі споруди для розведення свиней зазвичай називають свинофермами. На відміну від свинарників, які часто можна знайти на змішаних фермах, свиноферми є спеціалізованими підприємствами.
У сучасних свинокомплексах США в середньому вирощується від 2000 голів, а на великих свинофермах — до 10 тисяч.